# Шпильки (группа)
«Шпильки» — российская женская поп-группа.

## История создания
Ещё в 2002 году российский поэт-песенник Александр Елин создал женскую группу «Поющие вместе». Главным хитом группы стала песня «Такого, как Путин!». «Поющие вместе» распались в 2004 году, а вскоре была забыта песня, которая принесла группе популярность. Тем не менее, Елин продолжил работу с женскими группами.
Следующим проектом Александра Елина стала женская группа «Шпильки». «Шпильки» уже не пели про политику: первый хит группы «Сам ты Наташа» высмеивал предвзятое отношение местного населения турецких курортов к отдыхающим на этих курортах женщинам и девушкам, которые прибыли из России. За ним последовали «Маленькая штучка», «Дуня Кулакова», «Зая» и другие песни, которые объединяла невиданная непристойность и вульгарность. Образ участниц группы неоднократно обсуждался в контексте проституции. Известно, что на одной из гастролей певиц приняли за проституток.
Первый альбом группы под названием «Альбом первый» вышел в мае 2005 года, и представлял собой набор невероятно пошлых, трэшевых и китчевых песен. Группа, выпустившая альбом с незамысловатыми рифмами и хулиганскими текстами, и даже не сообщавшая имён исполнительниц песен, заметно отличалась от прочих «гёрлз-бэнд» того времени. Особой критики удостоился автор песен Александр Елин, которого сравнили с Евгением Петросяном, обвинили в «отуплении народа» и том, что он «выдаёт рифмованный китч за профессиональную поэзию». В целом, «Шпильки» называли фарсом и пародией на девичьи коллективы того времени, таких как «Стрелки», «Фабрика», «Блестящие», «Сливки», эстонская Vanilla Ninja и многие другие.
Второй альбом «Шпилек» выходит в 2007 году и получает название «Альбом второй». В отличие от дебютного, новый альбом становится не настолько искромётным и юмористическим, а сама группа всё больше напоминает те коллективы, которые она ранее пародировала. Главным хитом пластинки становится песня «Больше гламура», исполненная в дуэте с Сергеем Зверевым. Помимо этого, на альбоме впервые появляются кавер-версии других исполнителей: «Куда ж ты денешься?» Виктора Чайки и «Midnight Dancer» группы Arabesque, переведённая на русский язык, а также лирическая песня «Медленно».
В дальнейшем группа «Шпильки» прекратила выпускать студийные альбомы, однако продолжила концертные выступления, а также съёмки в различных телевизионных и кино-проектах. За годы существования группы в ней было в общей сложности 11 солисток.
В 2018 году творческая активность «Шпилек» прекращается.

## «Золотой» состав
- Варвара Жарова (2004—2006)
- Алла Любимова (2004—2008)
- Катя Сэппе (2004—2011)
- Наташа Галла (2004—2007)

## Дискография
- 2005 — «Альбом первый»
- 2007 — «Альбом второй»

## Клипы
- 2004 — «Шпильки стоят денег»
- 2005 — «Сам ты Наташа»
- 2005 — «Маленькая штучка» (feat. Богдан Титомир)
- 2005 — «Медленно»
- 2006 — «Папуасы»
- 2006 — «Папуасы remix»
- 2006 — «Девки самый сок»
- 2007 — «Стерва»
- 2007 — «Больше гламура» (feat. Сергей Зверев)
- 2007 — «Ой, девки»
- 2008 — «Чоко-Бамба» (feat. Пьер Нарцисс)
- 2012 — «Не уходи»